# Константин Бискупски
Константин Ксавериевич Бискупски (на руски: Константин Ксаверьевич Бискупский) е руски офицер, генерал-лейтенант. Участник в Руско-турската война (1877-1878).

## Биография
Константин Бискупски е роден на 11 август 1834 г. в семейството на потомствен дворянин. Ориентира се към военното поприще. Завършва Павловския кадетски корпус (1852). Преминава школата на Дворянския полк. Произведен е в първо офицерско звание прапорщик с назначение в лейбгвардейския Московски полк. Завършва Николаевската академия и получава назначение в Генералния щаб на Руската армия (1856). Командир на 69-и Рязански пехотен полк (1870) и 4-ти Несвижки пехотен полк (1873-1876).
Участва в Руско-турската война (1877-1878). При обявяване на мобилизацията е назначен за началник на щаба на 11-и армейски корпус с командир генерал-лейтенант Алексей Шаховски. На 13/25 април 1877 г. като командир на Сборния отряд, след еднодневен 75-верстов преход, заема Барбошкия мост на река Серет. Участва в борбата за господство по река Дунав и втората атака на Плевен.
На 22 септември 1877 г. е повишен във военно звание генерал-майор и е назначен за командир на 2-ра бригада от 14-а пехотна дивизия. Бригадата заема позиция на връх Шипка и отразява османските атаки на 30 октомври и 9 ноември. На 28 декември/9 януари 1878 г. със силите на 155-и Подолски пехотен полк, 56-и Житомирски пехотен полк, 35-и Брянски пехотен полк, 7-и сапьорен батальон и 4 оръдия сковава главните сили на Централната османска армия с командир Вейсел паша на Шипченския проход. Създава условия за обкръжаване и пленяване Централната османска армия. За командирско умение и лична храброст е награден с Орден „Свети Георги“ IV ст.
След войната е назначен е за командир на 2-ра бригада от 3-та Гвардейска пехотна дивизия и е член на Комитета по устройство и образование на войските. Повишен е във военно звание генерал-лейтенант с назначение за командир на 3-та Гренадирска дивизия. В Руската национална библиотека се съхраняват неговите интересни „Записки за Руско-турската война (1877-1878)“. 